# 伊達神社 (和歌山市)

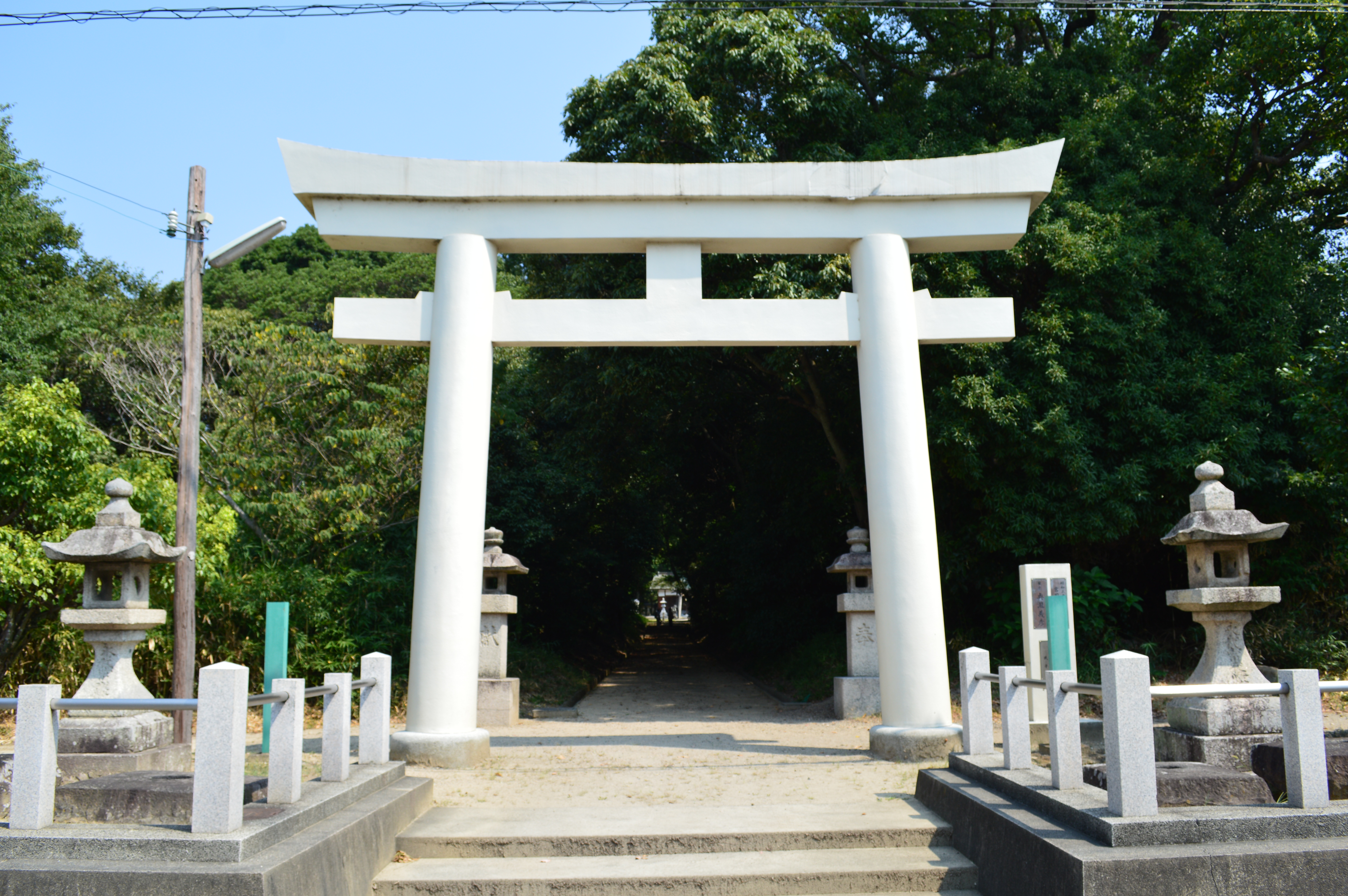
鳥居

伊達神社（いたてじんじゃ/いだてじんじゃ）は、和歌山県和歌山市園部にある神社。式内社（名神大社）で、旧社格は郷社。
別称を「薗部神社（園部神社）」。また志磨神社（和歌山市中之島）、静火神社（和歌山市和田、竈山神社摂社）とともに「紀三所社（きのさんしょしゃ）」と称される。

## 祭神
祭神は次の通り。
- 五十猛命（いたけるのみこと） - 素盞鳴尊の御子神。元々の祭神。
- 神八井耳命（かむやいみみのみこと） - のちに併祀。

伊達神社の祀る「イタテ神」の性格を知るものとして、『播磨国風土記』では神功皇后が韓国に渡る際に船の前に「伊太代神」を祀ったという記述がある。また『住吉大社神代記』では住吉大社摂社の船玉神社が紀氏の神であり「志麻神・静火神・伊達神」の本社であるとしている。このように「イタテ神」は船と関係が深く、船で各地に渡った紀氏の神であるとされる。人格神の五十猛命は「木の国（紀伊国）」を象徴する樹木の神であるが、船は木を伐り出して作られることから、船の守り神ともされていた。
また五十猛命は伊太祁曽神社祭神と同神であることから、伊達神社は「一宮大明神」とも称されたという。一説として『紀伊続風土記』では、「紀三所社」が伊太祁曽三神（五十猛命・大屋都比売命・都麻都比売命）を分祀するとする。
祭神の神八井耳命について『紀伊国名所図会』では、中世にこの地に居住した園部氏の祖であることによるとする。後述のように薗部への遷座は承安4年（1174年）以後と見られることから、この説に基づくと神八井耳命はその遷座後に併祀されたと見られている。
以上2柱のほか、かつては五十猛命の父神・素盞鳴尊が祇園牛頭天王として祀られていたという。

## 歴史

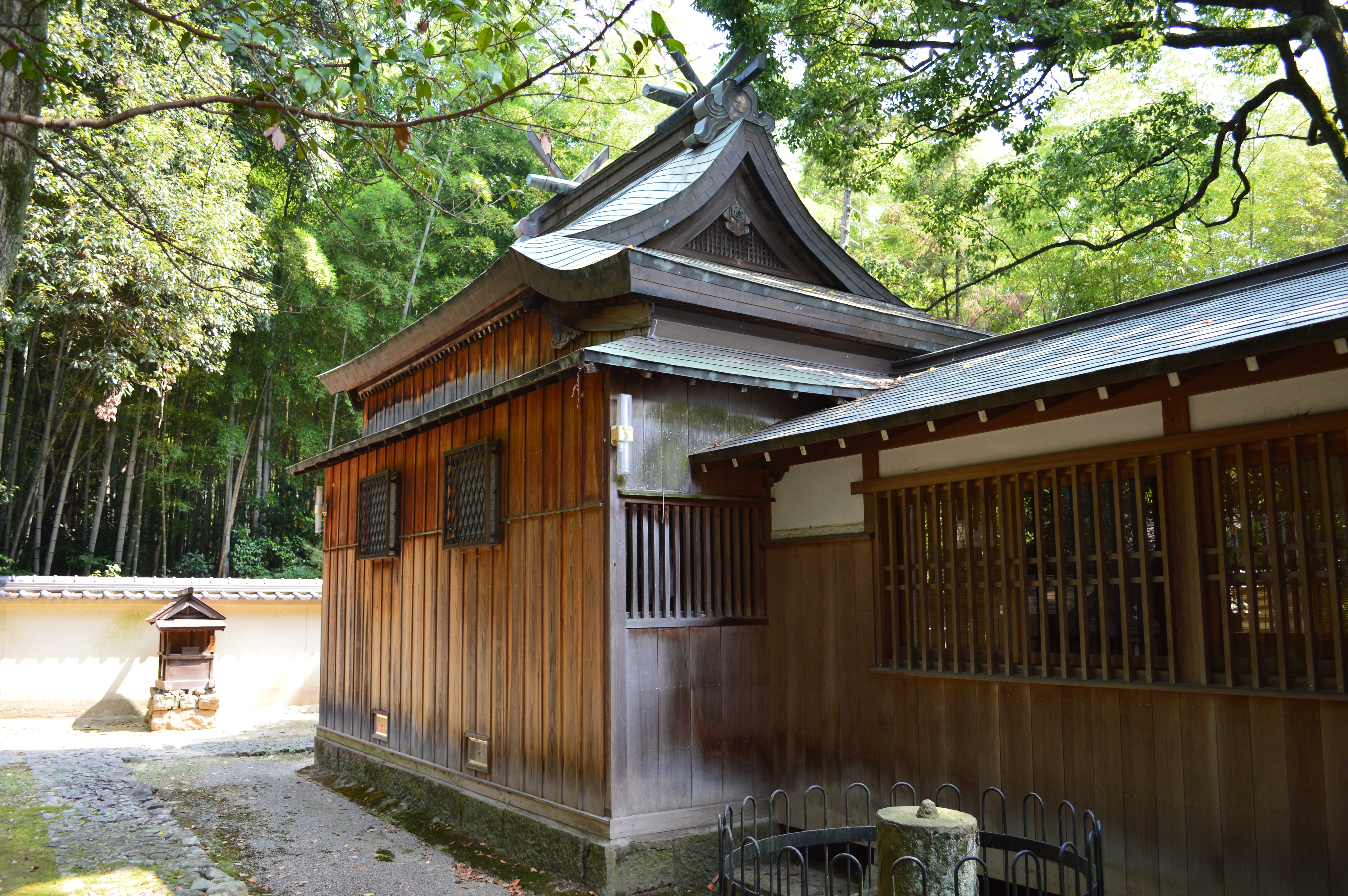
本殿

### 創建
創建は不詳。
承安4年（1174年）の古文書によると伊達神社含め「紀三所社」は日前宮近くにあったと見られることから、現在地の薗部への遷座はそれ以後とされる。

### 概史
国史では、いずれも志摩神・静火神とともに承和11年（844年）に正五位下、嘉祥3年（850年）に従四位下、貞観元年（859年）に正四位下、貞観17年（875年）に従三位の神階昇叙の記事が記載されている。
『延喜式』神名帳では紀伊国名草郡に「伊達神社 名神大」と記載され名神大社に列しているほか、『紀伊国神名帳』では「正一位 伊達大神」と記載されている。
また、伊達神社は志磨神社（和歌山市中之島）、静火神社（和歌山市和田）とともに「紀三所社（きのさんしょしゃ）」と称されたとされる。「紀三所社」の記載は、永承3年（1048年）の収納米帳を初めとして、『中右記』天仁2年（1109年）条、『梁塵秘抄』四句神歌等に見える。『住吉大社神代記』では紀三所社の由来について、神功皇后が三韓征伐に用いた船3艘を武内宿禰に祀らせたことによるとする。
当社は以上の「伊達神社」に比定されているが、『紀伊続風土記』によれば近世にはその比定を巡って議論があった。すなわち、当社がそれまで伊達神社を名乗っていたにもかかわらず、寛保年間（1741年-1744年）に和歌山市小野町の水門吹上神社が式内伊達神社を主張し、和歌山藩がその主張を認めていた。そのため『紀伊名所図会』では吹上社が伊達神社に比定されており、当社は「薗部神社」と称していた。
また『続風土記』では当社の社殿は織田信長によって焼かれたというが、真偽は明らかでない。
明治に入り、社名を旧号の「伊達神社」に戻した。明治14年（1881年）、近代社格制度において郷社に列した。

### 神階
- 六国史における神階奉叙の記録
  - 承和11年（844年）11月3日、従五位下から正五位下 （『続日本後紀』） - 表記は「伊達神」。
  - 嘉祥3年（850年）10月21日、従四位下 （『日本文徳天皇実録』） - 表記は「伊達神」。
  - 貞観元年（859年）1月27日、従四位下から正四位下 （『日本三代実録』） - 表記は「伊達神」。
  - 貞観17年（875年）10月17日、正四位上から従三位 （『日本三代実録』） - 表記は「伊達神」。
- 六国史以後
  - 正一位 （『紀伊国神名帳』） - 表記は「伊達大神」。

## 摂末社

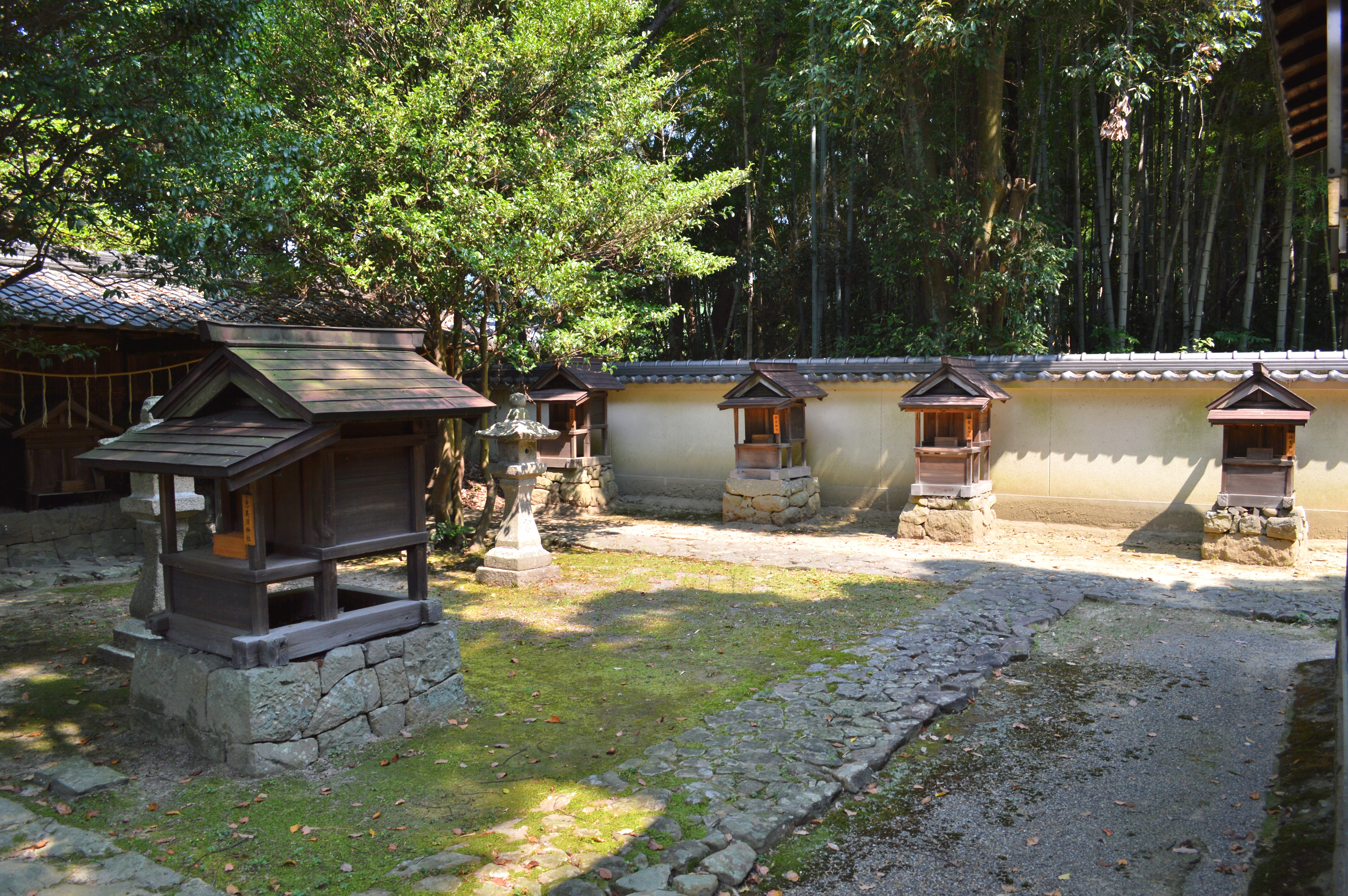
境内社

いずれも境内社。
末社
- 天照大神、金峯神社、八王子社
- 稲荷神社、八幡神社、樟神社
- 春日神社、住吉神社、粟島神社
- 早尾神社、天盤座神社

小祠
- 大人神社、八幡神社、赤財神社
- 畦神社、妙見神社、大人神社
- 天満神社、五社神社、恵美須神社

## 現地情報
所在地
- 和歌山県和歌山市園部1580

交通アクセス
- 鉄道：西日本旅客鉄道（JR西日本） 阪和線 六十谷駅（徒歩約18分）
- バス：和歌山バス 六十谷線83・84系統 有功停留所（徒歩約5分）

周辺
- 有功 - 和歌山市園部の東部の地名。名称「有功（いさお）」は、五十猛命の別名「有功神（いさおのかみ）」に因むという[2]（「有功村」参照）。